# Grote Moskee van Saint-Louis
De Grote Moskee van Saint-Louis is een moskee in Saint-Louis, een stad in het noorden van Senegal.
De Grote Moskee van Saint-Louis is de grootste moskee binnen de stad. Qua architectuur is de moskee gebouwd in de Moorse stijl en wordt het qua constructie als vergelijkbaar beschouwd met de Grote Moskee in het noorden. De moskee werd gebouwd in 1847 in opdracht van het Frans-koloniale bestuur om de moslimbevolking tevreden te stellen. Een van de eigenaardigheden en wonderen van de moskee is de klokkentoren, die de religieuze overtuiging van de ontwerpers aangeeft.